# Reyesia parviflora
Reyesia parviflora là loài thực vật có hoa trong họ Cà. Loài này được (Phil.) Hunz. miêu tả khoa học đầu tiên năm 1977.